# Luis Carlos Perea
Luis Carlos Perea (ur. 29 grudnia 1963 w Turbo) – piłkarz kolumbijski grający na pozycji środkowego obrońcy.

## Kariera klubowa
Perea ma w swojej karierze występy w takich klubach jak: Atlético Nacional, Atlético Junior, Deportes Tolima, Independiente Medellín oraz meksykańskie Club Necaxa i Toros Neza. Nigdy w swojej karierze nie zdobył mistrzostwa Kolumbii, a największym sukcesem jest wywalczenie w 1989 Copa Libertadores. Zagrał wówczas w obu finałowych meczach z paragwajską Olimpią Asunción. W drugim z nich doszło do serii rzutów karnych i Perea nie wykorzystał jednego z nich, ale dzięki obronieniu dwóch przez René Higuitę klub z Medellín ostatecznie wygrał ją 5:4, jak i cały puchar.
Po zakończeniu kariery piłkarskiej Perea został trenerem młodzieży w amerykańskim klubie Miami Strike Force.

## Kariera reprezentacyjna
W reprezentacji Kolumbii Perea zadebiutował 11 czerwca 1987 w wygranym 1:0 meczu z Ekwadorem. Swojego pierwszego gola w kadrze zdobył w 6 występie przeciwko Finlandii, w maju 1988.
Perea w swojej karierze wystąpił w 4 turniejach Copa América: Copa América 1987 (3 mecze, 3. miejsce), Copa América 1989 (4 mecze, faza grupowa), Copa América 1991 (7 meczów, 4. miejsce) oraz Copa América 1993 (5 meczów, 3. miejsce).
W 1990 roku Perea był członkiem reprezentacji na Mistrzostwa Świata we Włoszech. Tam był podstawowym obrońcą kadry i zagrał we wszystkich meczach Kolumbii: grupowych z ZEA (2:0), z Jugosławią (0:1), RFN (1:1), a potem wystąpił także w meczu 1/8 finału z Kamerunem, który piłkarze z Afryki wygrali po dogrywce 2:1 i awansowali do ćwierćfinału.
4 lata później Perea pojechał na Mistrzostwa Świata w USA. Wystąpił tam w 2 meczach: z Rumunią (1:3) oraz z USA (1:2), a Kolumbia odpadła z turnieju już po fazie grupowej. Mecz z USA był jednocześnie jego ostatnim w reprezentacji Kolumbii.
Perea przez 7 lat wystąpił w 78 meczach reprezentacji i zdobył 2 gole.